# Josip Kale
Josip Kale (Šibenik, 15. veljače 1944. – Zagreb, 1. studenoga 2020.), dipl. inženjer strojarstva, hrvatski nogometni vratar i mladi reprezentativac bivše Jugoslavenske nogometne reprezentacije.

## Igračka karijera
Rodio se u Šibeniku 15. veljače 1944. godine. U HNK Šibeniku započinje veliku karijeru kao nogometni vratar. Kao mladi vratar odlazi u Zagreb, u GNK Dinamo na pragu svoje 19. godine s kojim osvaja mnoge trofeje koji je u to doba branio i boje mlade Jugoslavenske nogometne reprezentacije, te je jedan od izdanaka sjajne šibenske škole koja je imala značajan utjecaj i na Dinamovu povijest. 
Jedan je od svijetlih primjera sportaša intelektualaca jer je, parelelno s karijerom prvoligaškoga vratara, diplomirao na Fakultetu strojarstva u Zagrebu.  Bio je dio generacije koja je osvojila naslov pobjednika Kupa 1965., a iste je godine s plavima bio finalist tradicionalnoga omladinskog turnira Kvarnerska rivijera gdje su, između ostalih nadigrali Bayern s 2:0 i Fenerbahçe s 3:0.  Kale je bio član, po mnogima, najbolje ekipe Dinama u povijesti, predvođene Zambatom, Lamzom i Belinom. [nedostaje izvor]
Nakon kratke epizode u OFK Beograd vraća se u Zagreb, te s NK Zagreb dobiva utakmicu protiv Osijeka na nikad ispunjenijem Maksimiru pred preko 60 000 gledatelja, 1973. godine i tako ulazi u prvu ligu.
Kale je također bio i vratar NK Lokomotiva Zagreb.

## Priznanja/naslovi
- 1965. - Pobjednik kupa Jugoslavije.